# ゾルターン・サボー
ゾルターン・サボー（Zoltán Szabó、1965年11月24日 - ）は、ハンガリー出身の数学者で、プリンストン大学教授である。
ピーター・オズバスとともに、3次元多様体のホモロジー理論であるヒーガードフレアーホモロジーを創始した。同理論から定義された不変量をオズバス=サボー不変量と呼ぶ。このトポロジー分野への貢献が認められ、オズバスとサボーは2007年のオズワルド・ヴェブレン幾何学賞を受賞した。トポロジーだけではなく、ゲージ理論や、レンズ空間に多くの成果をあげた。
2010年にハンガリー科学アカデミーの名誉会員に選出された。

## 主な経歴
- 1990年 - エトヴェシュ・ロラーンド大学（ブダペスト大学）卒業
- 1994年 - ラトガース大学でPh.D.を取得
- 1996年 - プリンストン大学助教授
- 1999年 - ミシガン大学アナーバー校准教授
- 2000年 - プリンストン大学准教授
- 2002年 - プリンストン大学教授

## 主な論文
- ; Ozsváth, Peter (2004), “Holomorphic disks and topological invariants for closed three-manifolds”, Annals of Mathematics 159 (3):  1027–1158, arXiv:math/0101206, doi:10.4007/annals.2004.159.1027.
- ; Ozsváth, Peter (2004), “Holomorphic disks and three-manifold invariants: properties and applications”, Annals of Mathematics 159 (3):  1159–1245, doi:10.4007/annals.2004.159.1159.
- Grid Homology for Knots and Links, American Mathematical Society, (2015)